# Omnibus

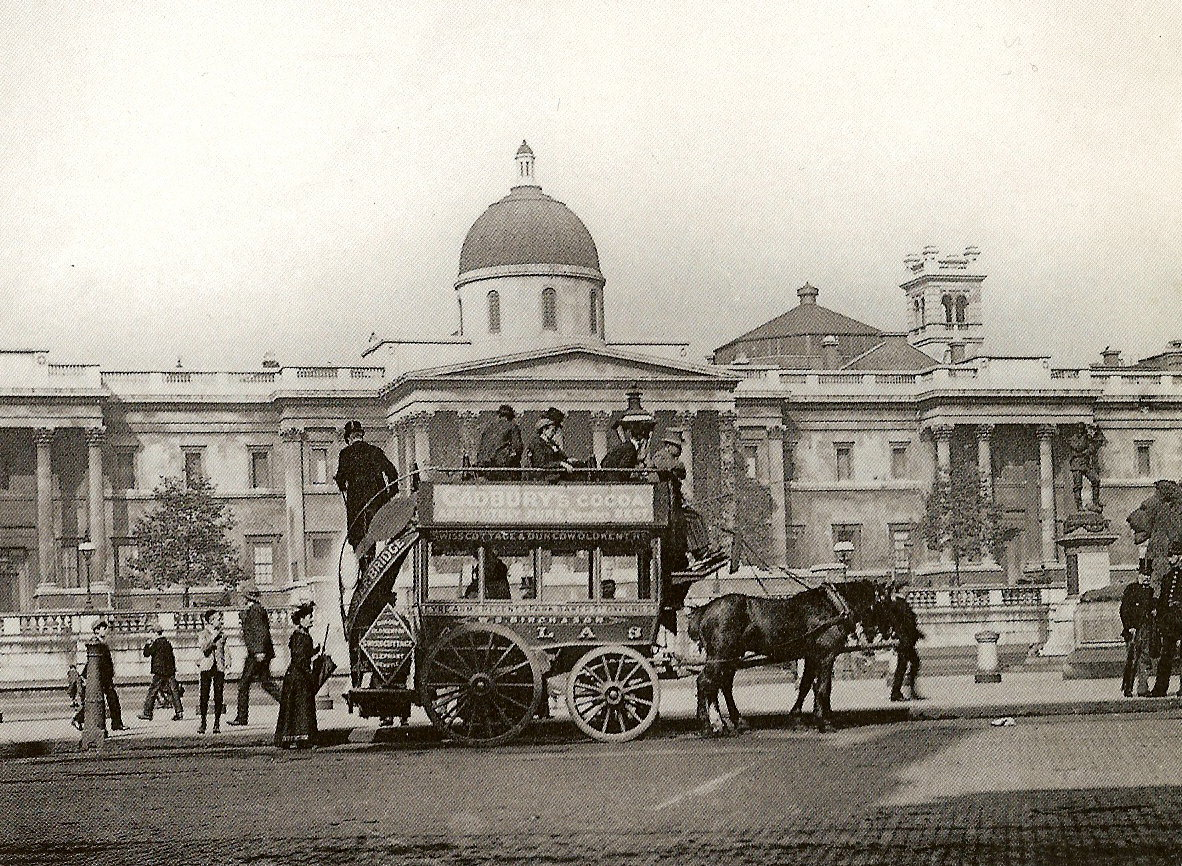
Omnibus před Národní galerií v Londýně (cca 1890)

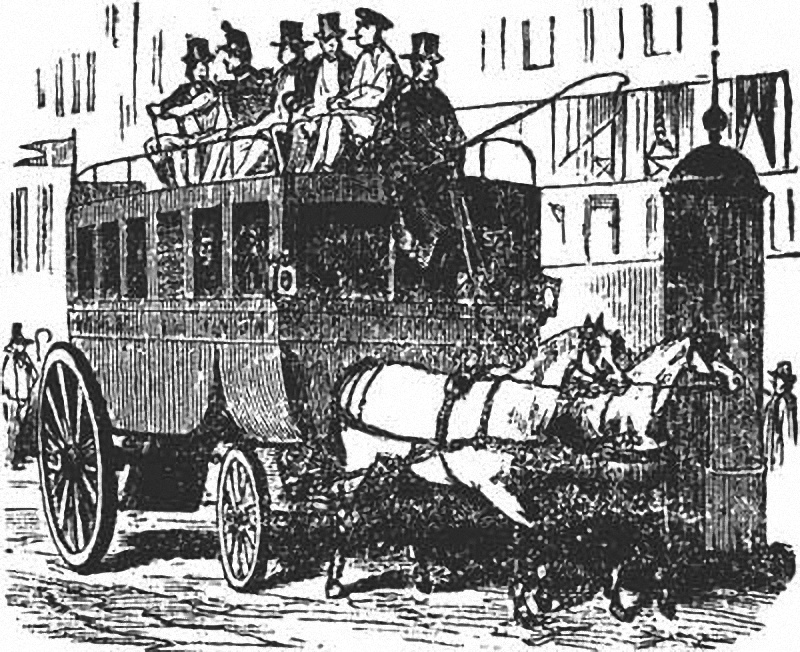
Omnibus v Paříži na přelomu 18. a 19. století

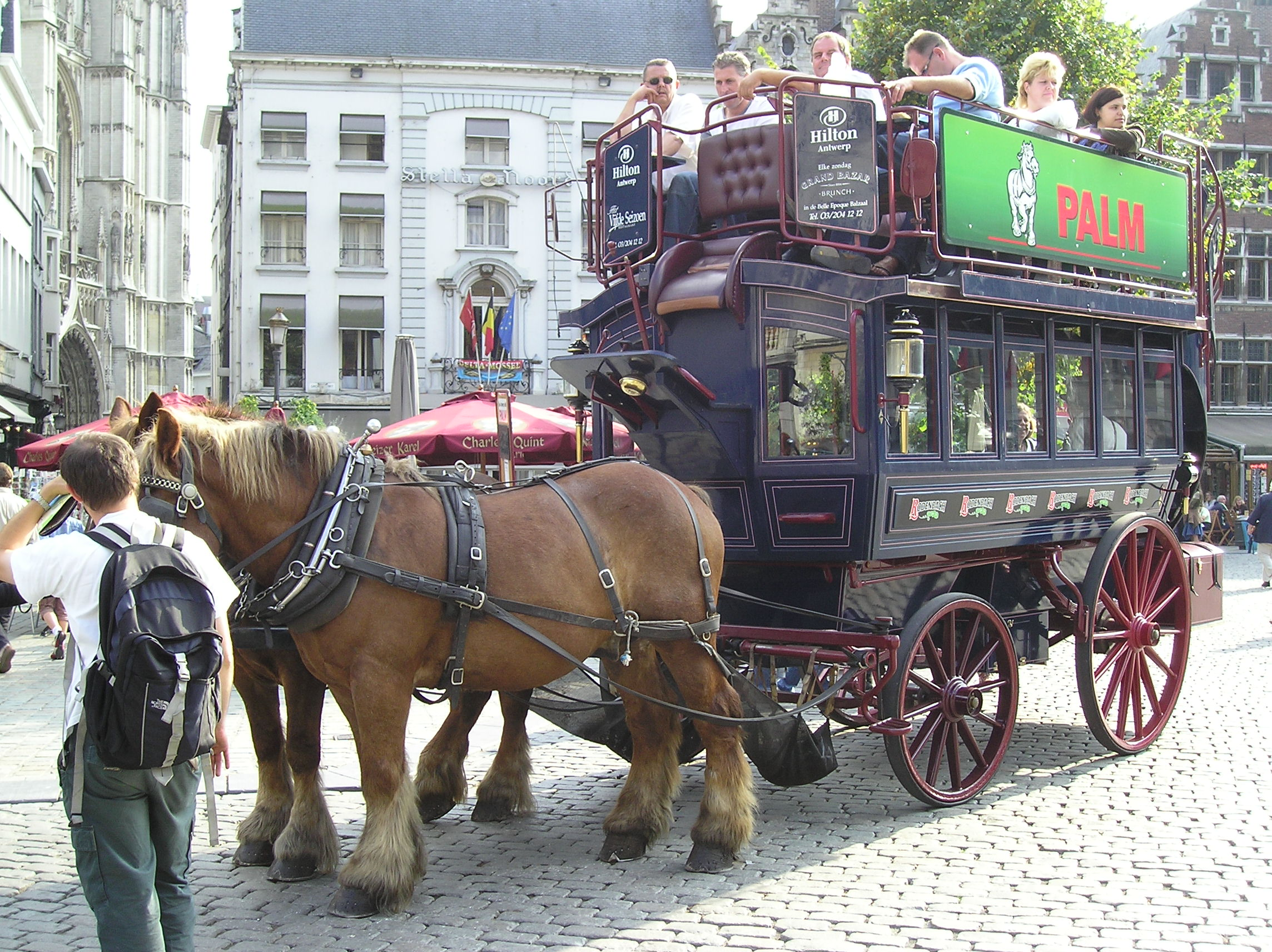
Turistický omnibus v Antverpách v Belgii

Omnibus je v češtině označení pro nekolejové potahové vozidlo tažené koňmi a určené pro veřejnou hromadnou dopravu po stanovené trase podle jízdního řádu, předchůdce linkového autobusu. V některých jiných jazycích a zpočátku nakrátko i v češtině se označení přeneslo i na parní a motorové autobusy.

## Historie
Za první vozidlo typu omnibusu bývá označován koňmi tažený vůz pro 8 cestujících, který pod názvem „Carosse“ předvedl roku 1662 v Paříži Blaise Pascal. Veřejná doprava byla úspěšně zajišťována po dobu 15 let, avšak po zákazu přepravy nižších vrstev obyvatelstva byla pro nízký zájem ukončena.
V roce 1823 obchodník Stanislas Baudry (1777–1830) začal provozovat tento druh dopravy ve městě Nantes ve Francii, když potřeboval přivézt zákazníky do svého lázeňského domu mimo centrum města. Výchozí zastávka byla před obchodem s názvem Omnes Omnibus, v překladu z latiny všechno všem, což byla slovní hříčka, která označovala široký sortiment prodejny, ale zároveň obsahovala i jméno majitele, jímž byl M. Omnes. Druhou část názvu prodejny, slovo omnibus, převzal i dopravce Baudry jako obchodní název pro svou službu. Později se název zkrátil na bus.
V roce 1847 se v Londýně objevil první patrový omnibus, tažený koňmi. Kolem roku 1830 začaly v Londýně, Paříži i Bruselu jezdit parní omnibusy. Tehdejší typy omnibusů dosahovaly rychlosti až 50 km/h. První autobusy se spalovacím motorem se objevily v Německu mezi roky 1895 a 1897. Omnibusy s koňským potahem nevymizely hned, v Británii dosloužil poslední v Newmarketu v roce 1932.
V Praze první pokusy o zavedení omnibusu proběhly v letech 1829–1830 (omnibusy Jakuba Chocenského mezi Starým Městem a Malou Stranou) a v letech 1842–1843 (omnibusy Prokopa Wurma). S příchodem železnice do Prahy roku 1845 začaly jezdit hotelové omnibusy od nádraží. V 60. letech do roku 1875 prožily krátký rozmach a následně byly vytlačeny nejprve koněspřežnou a pak elektrickou tramvají, takže poslední omnibusy dojezdily roku 1904. Viz článek Omnibusová doprava v pražské aglomeraci.